# Música de San Cristóbal y Nieves
La música de San Cristóbal y Nieves es conocida por varias celebraciones como el carnaval del país (del 17 de diciembre al 3 de enero). En la última semana de junio se celebra el Festival de Música de San Cristóbal, mientras que el festival Culturama de Nieves se celebra entre finales de julio y principios de agosto.
Además, existen otros festivales musicales en la isla de San Cristóbal. Existe un Inner City Fest en febrero en Molineaux, el Green Valley Festival, en la población de Cayon, el Easterama que se celebra cerca de Pascua en la población de Sandy Point, el Fest-Tab (julio-agosto en la población de Tabernacle), y el festival de Capisterre (cerca del día de la independencia, 19 de septiembre). En estas celebraciones habitualmente se celebran desfiles, pasacalles y música callejera que incluye salsa, jazz, soca, calypso y steelpan.

## Música tradicional
La música tradicional más popular posiblemente esté constituida por los villancicos navideños, pero también por las canciones marineras y otros géneros. La música también forma parte de los tea meeting, muy extendidos en la isla, en la que dos cantantes varones realizan una competición interpretativa en la que las interrupciones del público juegan un papel importante.

## Música de carnaval
En el carnaval de San Cristóbal y Nieves la música tiene un papel destacado. Los tambores "Big Drum y los instrumentos de cuerda son los más extendidos, pero también otros instrumentos artesanales como el "shack-shack" (una lata con cuentas en el interior), el baha (una trompeta de metal), el triángulo, el fife, la guitarra y el quarto.
Las bandas de percusión metálica fueron introducidas en los carnavales de San Cristóbal y Nieves en la década de 1940. Las primeras bandas a menudo utilizaban instrumentos caseros, a menudo realizados con chatarra de los desguaces. Los músicos locales colaboraban tocando tambores, saxofones, bajos y trompetas. Entre estas primeras bandas se encontraban la Silver Rhytm Orchestra, la Brown Ween, los Music Makers, Esperanza y Rhytm Kings. Durante la década de 1950 se introdujo el estilo musical de Trinidad y Tobago llamado steelpan por parte de Lloyd Matheson, en aquella época oficial de educación. La primera banda steelpan fue la Wilberforce Steel Pan de Roy Martin. Posteriormente aparecieron otras bandas como el Eagle Squadron, Boomerang, Casablanca, Boston Tiger y The Invaders. El carnaval moderno de San Cristóbal no comenzó hasta finales de la década de 1950, introduciendo ritmos modernos que desplazaron a la música popular.

## Calypso
El Calypso es un estilo musical originario de Trinidad y Tobago que consiste en canciones líricas que con frecuencia realiza comentarios sobre los dirigentes y temas sociales del momento.
Desde Trinidad, el calypso se extendió por todo el Caribe, y se ha convertido en una parte muy importante de la música de San Cristóbal, donde se iniciaron competiciones de calypso en la década de 1950. Entre los primeros cantantes de calypso de este período destacan Mighty Kush, Lord Mike, Elmo Osborne, Lord Harmony, King Monow y el Mighty Saint. En la década de 1980, el calypso alcanzó su auge en San Cristóbal y Nieves, y los principales cantantes y rivales de la época eran Starshield y Ellie Matt.